# 長岡龍歩
長岡 龍歩（ながおか りゅうほ、2月10日 - ）は、日本の男性声優。兵庫県出身。81プロデュース所属。

## 人物
代々木アニメーション学院卒業。
方言は関西弁。趣味・特技は歌唱、ダンス、アクロバット。

## 出演
太字はメインキャラクター。

### テレビアニメ
2018年
- 走り続けてよかったって。（客）

2022年
- シャドーハウス
- アオアシ（関東総合選手）
- うたわれるもの 二人の白皇（ヤマト兵）
- 不滅のあなたへ（2022年 - 2023年、記者、男、ウラリス使用人、ウラリス兵、レンリル使用人 他）
- メガトン級ムサシ（オペレーター）

2023年
- スパイ教室
- HIGH CARD（2023年 - 2024年、男性、男性客、警官） - 2シリーズ
- 弱虫ペダル LIMIT BREAK（観客）
- 魔術士オーフェンはぐれ旅 シリーズ（少年、アーバンラマの人々、訓練生） - 2シリーズ
- カードファイト!! ヴァンガード will+Dress（2023年 - 2024年、ユースメンバー、観客、男子生徒、生徒） - 3シリーズ
- 神達に拾われた男2（生徒1）
- MIX MEISEI STORY 2ND SEASON 〜二度目の夏、空の向こうへ〜（前川、野々村、飛竜1、三矢）
- デッドマウント・デスプレイ（兵士、火吹き蟲たち、火吹き蟲） - 2シリーズ
- 【推しの子】
- マッシュル-MASHLE-（生徒）
- アリス・ギア・アイギス Expansion（マッチョ）
- マイホームヒーロー（男）
- め組の大吾 救国のオレンジ（2023年 - 2024年、研修生A、隊員、救急隊員、署員、比留間中隊長 他）
- アンデッドアンラック（ユニオン隊員）
- 経験済みなキミと、経験ゼロなオレが、お付き合いする話。（チャラ男A）
- ラグナクリムゾン（街の人々、銀器兵たち、銀装兵団員）
- アイドルマスター ミリオンライブ！（観客たち）
- 薬屋のひとりごと（官僚）

2024年
- 望まぬ不死の冒険者（ギルド職員、受験者）
- BEYBLADE X（2024年 - 2025年、インタビュアー、アマチュアブレーダー、同級生）
- 喧嘩独学（店員）
- 黒執事 -寄宿学校編-（学生）
- Lv2からチートだった元勇者候補のまったり異世界ライフ（兵士）
- 無職転生 II 〜異世界行ったら本気だす〜（男子生徒B）
- WIND BREAKER
- 新米オッサン冒険者、最強パーティに死ぬほど鍛えられて無敵になる。（4236番、リンクス・ローロット）
- 女神のカフェテラス（男性客）
- 転生したらスライムだった件（タクラ）
- なぜ僕の世界を誰も覚えていないのか?（ウルザ兵）
- VTuberなんだが配信切り忘れたら伝説になってた（男性客）
- 先輩はおとこのこ（運転手）
- 魔王軍最強の魔術師は人間だった（兵士A）
- 小市民シリーズ（2024年 - 2025年、男子、江藤、店員） - 2シリーズ
- トリリオンゲーム（2024年 - 2025年、半グレ、蛇島の部下）
- きのこいぬ（バイク便の人）
- 百姓貴族（医師、Fさん、障害馬術大会スタッフA）
- ブルーロック VS. U-20 JAPAN（選手A）
- さようなら竜生、こんにちは人生（警備兵、エルフF、デュアラム、神兵1）
- 来世は他人がいい（声1）
- アオのハコ
- 甘神さんちの縁結び（通行人）
- 村井の恋（男子生徒）

2025年
- 青のミブロ（家臣）
- 不遇職【鑑定士】が実は最強だった（ヘル・ハウンド）
- 地縛少年花子くん2（生徒E）
- るろうに剣心 -明治剣客浪漫譚- 京都動乱（志々雄の部下）
- マジック・メイカー 〜異世界魔法の作り方〜（村の若者、ヒューイ）
- クラスの大嫌いな女子と結婚することになった。（男子生徒A）
- 俺だけレベルアップな件 Season 2 -Arise from the Shadow-（監視課職員）
- SAKAMOTO DAYS（男）
- ハニーレモンソーダ（同級生男子、バイト男）
- グリザイア:ファントムトリガー（TFA兵士）
- 紫雲寺家の子供たち（ベルゼクル）
- 炎炎ノ消防隊 参ノ章（看守）
- ゴリラの神から加護された令嬢は王立騎士団で可愛がられる（受験生）
- Summer Pockets
- 宇宙人ムームー（客）
- クラシック★スターズ（男子、男性）
- スライム倒して300年、知らないうちにレベルMAXになってました ～そのに～（大蛇、ハイドラ）
- ロックは淑女の嗜みでして（樹）
- 美男高校地球防衛部ハイカラ!（酸ヶ湯愛琉志）
- わたしが恋人になれるわけないじゃん、ムリムリ!（※ムリじゃなかった!?）（藤村、男性）
- New PANTY & STOCKING with GARTERBELT（市民）
- うたごえはミルフィーユ（生徒たち）
- ブサメンガチファイター（伶亜の彼氏）
- 追放者食堂へようこそ!（ヨダレン）
- カラオケ行こ!（聡実の兄）
- 鬼人幻燈抄（町人）

時期未定
- 多聞くん今どっち!?（甲斐倫太郎）

### 劇場アニメ
- すずめの戸締まり（2022年）
- 大雪海のカイナ ほしのけんじゃ（2023年）
- ウマ娘 プリティーダービー 新時代の扉（2024年）
- 数分間のエールを（2024年、軽音部員）
- 劇場版すとぷり はじまりの物語〜Strawberry School Festival!!!〜（2024年、客A）

### Webアニメ
- ライジングインパクト（2024年、星先生）
- ラッキーなサファリでおにごっこ!?（2024年、おぼっちゃま[7]）

### ゲーム
- ヘブンバーンズレッド（2023年、若旦那）
- ユニコーンオーバーロード（2024年、傭兵（タイプA）/ NPC）
- Library of Ruina（2024年、ケセド[8]）
- 18TRIP（2024年）
- KRITIKA：ZERO（2024年、ペルディニャント3世[9]）
- 聖剣伝説 VISIONS of MANA（2024年）
- プロジェクトセカイ カラフルステージ! feat. 初音ミク（2025年）

### 吹き替え

#### ドラマ
- 未来の大統領の日記（トリップ）

### ボイスオーバー
- 不思議体験ファイル 信じてください!!

### 舞台
- Salvage〜最期の贈り物〜（戸田直之）

### デジタルコミック
- いつわりの愛～契約婚の旦那さまは甘すぎる～（2023年、秘書・早川[10]）
- キメラプロジェクト:ゼロ（2024年、生徒A[11]）

### オーディオブック
- 現実でラブコメできないとだれが決めた?（2024年、三鷹望ほか[12]）

### その他コンテンツ
- セーフセックス PV（2023年、優[13]）

## ディスコグラフィ

### キャラクターソング
| 発売日        | 商品名                             | 歌                       | 楽曲                        | 備考                                                          |
| ------------- | ---------------------------------- | ------------------------ | --------------------------- | ------------------------------------------------------------- |
| 2025年7月23日 | 美男高校地球防衛部ハイカラ！ OP&ED | ハイカラ浪漫団           | 「ハイカラ de GO!!」        | テレビアニメ『美男高校地球防衛部ハイカラ!』オープニングテーマ |
| 2025年8月27日 | 我らハイカラ浪漫団！               | 酸ヶ湯愛琉志（長岡龍歩） | 「Moisturize が止まらない」 | テレビアニメ『美男高校地球防衛部ハイカラ!』関連曲             |

### シリーズ一覧
1. ↑  season1（2023年）、season2（2024年）
2. ↑  第3期『アーバンラマ編』（2023年）、第4期『聖域編』（2023年）
3. ↑  Season2（2023年）、Season3（2023年）、続編『Divinez』（2024年）
4. ↑  第1クール（2023年）、第2クール（2023年）
5. ↑  第1期（2024年）、第2期（2025年）

### 初出話一覧
1. 1 2 3 4  第6話初出
2. 1 2 3 4  第7話初出
3. ↑  第24話初出
4. ↑  第27話初出
5. ↑  第65話初出
6. 1 2 3 4 5 6 7 8 9 10  第1話初出
7. 1 2 3 4  第4話初出
8. ↑  第17話初出
9. 1 2  第11話初出
10. 1 2 3 4 5  第2話初出
11. 1 2 3  第14話初出
12. ↑  第63話初出
13. 1 2 3  第5話初出
14. ↑  第9話初出
15. 1 2 3 4  第12話初出
16. 1 2 3 4  第10話初出
17. ↑  第20話初出
18. 1 2  第16話初出
19. 1 2 3 4  第3話初出
20. 1 2  第19話初出
21. 1 2  第21話初出
22. ↑  第29話初出
23. 1 2 3 4 5  第8話初出
24. ↑  第38話初出
25. ↑  第18話初出
26. ↑  第13話初出

### ユニットメンバー
1. ↑  雲仙新九郎（高野大河）、酸ヶ湯愛琉志（長岡龍歩）、卯花惣輔（観世智顕）、長万部潮（小池貴大）、阿蘇空太（草野太一）